# Modra
Modra (niem. Modern, węg. Modor) – miasto na Słowacji, w kraju bratysławskim, na południowo-wschodnich stokach Małych Karpat, około 30 km na północ od Bratysławy; zwana niekiedy Perłą Karpat.

## Historia
Modra prawdopodobnie istniała już w XII wieku, czego dowód może stanowić dokument pochodzący z roku 1158, który mówi o tym, iż książę Géza podarowuje osadę biskupstwu w Nitrze. W XIV wieku Modra była własnością królów węgierskich. W roku 1361 otrzymała prawa miejskie, które pozwoliły jej na rozwój uprawy winorośli i handlu winem, a następnie w 1613 uzyskała status wolnego miasta. Było to m.in. powodem wybudowania w latach 1610–1646 murów miejskich, których pozostałości można podziwiać do dziś.
Od XVII wieku nastąpił rozwój rzemiosła. Oprócz dziedzin związanych ściśle z winiarstwem rozwinęła się zwłaszcza ceramika, tzw. ceramika modrzańska (modranská keramika), która od XIX w. stała się głównym źródłem utrzymania większości mieszkańców Modrej. Oprócz naczyń (zwłaszcza znanych dzbanków) produkowano tu również kafle piecowe, zajmowano się również majoliką. Tradycje te kontynuuje do dziś szereg zakładów rzemiosła artystycznego.
Do początku XX wieku Modra, zasiedlona w części przez osadników pochodzenia niemieckiego, była miastem protestanckim. W XVIII wieku zostały zbudowane dwa kościoły ewangelickie. Nowy kościół katolicki powstał dopiero w roku 1877. W 1902 dla ludności żydowskiej wybudowano tutaj neoromańską synagogę.
Od XVIII wieku w ewangelickich szkołach Modrej wykładały i kształciły swe umysły wybitne osobistości, m.in. Ľudovít Štúr, jego brat Karol Štúr, Jozef Holuby, Fraňo Kráľ, Ján Kalinčiak, Daniel Maróthy, Ladislav Novomeský, Viliam Paulíny-Tóth, Martin Rázus, Dionýz Štúr i Ivan Zoch. Ľudovít Štúr – jedna z najwybitniejszych postaci w dziejach Słowacji zwykł był nazywać to miasto „słowackimi Atenami”, właśnie za sprawą tego, że tutejsze środowiska edukacyjne pełniły bardzo ważną rolę w kształtowaniu osobowości ludzi zaangażowanych w działalność ruchów narodowych. Štúr spędził tutaj dużą część swego życia, w tym swoje ostatnie lata i tu został pochowany. Jego pamięć czci pomnik w centrum miasta oraz Muzeum Ľudovíta Štúra w Modrej (Múzeum Ľudovíta Štúra v Modre) poświęcone jego działalności patriotycznej i twórczości naukowej.
Modra kontynuuje bogatą tradycję winiarstwa, zapoczątkowaną kiedyś przez osadników z Niemiec. Jest siedzibą średniej szkoły rolniczej o specjalności w zakresie uprawy winorośli i winiarstwa oraz badawczego instytutu winiarskiego.

## Współpraca
Miejscowości partnerskie:
- Benátky nad Jizerou, Czechy
- Hustopeče, Czechy
- Martres-Tolosane, Francja
- Overijse, Belgia